# Roodoormierpitta
De roodoormierpitta (Grallaria erythrotis) is een zangvogel uit de familie Grallariidae (mierpitta's).

## Verspreiding en leefgebied
Deze soort is endemisch in Bolivia, met name in de departementen La Paz, Cochabamba en Santa Cruz.

## Status
De grootte van de populatie is niet gekwantificeerd maar de soort wordt omschreven als vrij algemeen. Op de Rode lijst van de IUCN heeft deze soort de status niet bedreigd.